# Cornelis Kolm
Cornelis Kolm (Amsterdam, 22 juni 1886 – Den Haag, 15 februari 1956) was een Nederlands bokser.
Hij was zoon van Cornelia Odelia Maria van den Berg en schoenmaker Christian Kolm. Hijzelf was getrouwd met Albertina Anna van Dun.
Kolm was een krachtpatser, die op jonge leeftijd lid werd van krachtsportvereniging Sandow in Amsterdam. Zo leerde hij touwtrekken, worstelen en boksen (in 1911 richtte Sandow een eigen boksafdeling in). Hij bokste in het tijdperk van Sam Kingsley en Henry Placké, een tijd dat er nog maar weinig gebokst werd in Nederland. Kingsley en Placké waren door zichzelf tot kampioen verklaard in verband met gebrek aan tegenstanders. Kolms tijd liep van 1910 tot 1920; hij stond te boek als professioneel bokser, maar dat was alleen omdat hij een “vechtschool” leidde en zijn geld dus met onder andere bokslessen verdiende. Bij Nederlandse tegenstanders deed hij het goed, zo werd hij in 1916 kampioen zwaargewicht het Bouwmeester Theater in Den Haag. Tegenstander was de verder onbekend gebleven heer Huis, die opgaf.
 Ook in 1918 werd hij zo kampioen; hij schakelde onder scheidsrechter Johannes Martinus Coffeng en Guus Moussault van de Nederlandse Boksbond kampioen middengewicht Janus Morelis uit, nu in de Stadsgehoorzaal in Leiden.
Zodra er opponenten uit landen kwamen die al verder met de bokssport waren, kwam hij tekort. Zo vocht hij in 1918 met de Brit Edwards in het Concertgebouw. De afspraak was dat er tien ronden van drie minuten gevochten zou worden, maar Kolm ging in ronde twee al knock out.
Van huis uit was Kolm instrumentmaker, zoals zijn trouwakte uit 1908 vermeld als ook zijn pensioenkaart van de gemeente Amsterdam. In de jaren dertig woonde hij enige tijd in Nederlands-Indië. Eenmaal terug werd hij Technisch ambtenaar te Den Haag.
Hij overleed al totaal vergeten in Den Haag op 69-jarige leeftijd.